# Жандарм одружується
«Жандарм одружується» (фр. Le gendarme se marie) — третій фільм із серії про пригоди дотепного жандарма із Сен-Тропе Крюшо у виконанні Луї де Фюнеса.

## Сюжет
Нові пригоди жандарма Крюшо (Луї де Фюнес) та його тупуватих колег починаються з того, що їм доручають затримувати порушників дорожнього руху. Потім Крюшо закохується у вдову полковника (Клод Жансак) і разом зі своїм начальником (Мішель Галабрю) бере участь у конкурсі, який повинен виявити здібності до керівної діяльності у жандармерії Сен-Тропе. Переможців має визначити комп'ютер, який ламається…

## В ролях
| Луї де Фюнес   | ··· | старший сержант Людовік Крюшо |
| Мішель Галабрю | ··· | аджюдан Жером Жербер          |
| Клод Жансак    | ··· | вдова Жозефа Лефрансуа        |
| Женев'єва Град | ··· | Ніколь Крюшо                  |
| Жан Лефевр     | ··· | жандарм Люсьєн Фугас          |
| Крістіан Марін | ··· | жандарм Альбер Мерло          |
| Гі Гроссо      | ··· | жандарм Гастон Трікар         |
| Мішель Модо    | ··· | жандарм Жуль Берліко          |
| Ів Венсан      | ··· | полковник, екзаменатор        |
| Маріо Давид    | ··· | бандит Фредо-м'ясник          |
| Домінік Зарді  | ··· | кандидат на екзамені          |